# Virus Lassa
Virus Lassa (LASV) là một loại virut gây ra sốt xuất huyết Lassa, một loại bệnh sốt xuất huyết (VHF), ở người và các động vật linh trưởng khác. Vi rút Lassa là một virut đang lan truyền nhanh chóng và một tác nhân chọn lọc, đòi hỏi phải có sự bảo vệ an toàn sinh học ở mức 4. Đây là loài đặc hữu ở các nước Tây Phi, đặc biệt là Sierra Leone, Cộng hòa Guinea, Nigeria, và Liberia, nơi tỷ lệ mắc bệnh hàng năm là từ 300.000 đến 500.000 trường hợp, dẫn đến 5.000 người chết mỗi năm.
Các khám phá gần đây trong vùng sông Mano ở tây Phi đã mở rộng vùng lưu hành giữa hai vùng lưu hành Lassa, cho thấy rằng LASV được phân bố rộng rãi hơn khắp vùng sinh thái savannah rừng cây nhiệt đới ở tây Phi. Hiện nay, không có vắc xin chống lại bệnh sốt Lassa được sử dụng ở người.

## Sự khám phá
Năm 1969, cô y tá truyền giáo Laura Wine bị ốm với một căn bệnh bí ẩn mà cô mắc phải từ một bệnh nhân phụ sản ở Lassa, một ngôi làng ở Borno State, Nigeria. Sau đó, cô được chuyển đến Jos, Nigeria nơi cô qua đời. Sau đó, hai người khác đã bị nhiễm bệnh, một trong số đó là y tá năm mươi hai tuổi Lily Pinneo đã chăm sóc cho Laura Wine. Các mẫu từ Pinneo được gửi đến Đại học Yale ở New Haven, nơi một loại virus mới, sau này được biết đến như là virus Lassa, đã bị cô lập lần đầu tiên. Vào năm 1972, chuột nhắt được phát hiện là hồ chứa chính của virus ở Tây Phi, có khả năng phát tán virut trong nước tiểu và phân mà không có biểu hiện triệu chứng.

## Vi rút học

### Cấu trúc và bộ gen
Vi rút Lassa  được bao bọc, virus đơn phân, vi khuếch tán, các virut RNA ambisense. Bộ gen  của chúng được chứa trong hai phân đoạn RNA, mã cho mỗi protein hai, một trong mỗi ý nghĩa, cho tổng cộng bốn protein virut. Phân đoạn lớn mã hóa một protein kẽm (Z) gắn với kẽm quy định sao chép và sao chép và RNA polymerase (L). Phân đoạn nhỏ mã hóa nucleoprotein (NP) và tiền thân glycoprotein bề mặt (GP, còn được gọi là đột biến virut), được cắt thành các glycoprotein bao thư GP1 và GP2 gắn với thụ thể alpha-dystroglycan và làm trung gian cho sự xâm nhập của tế bào chủ.
Sốt do nhiễm vi rút Lassa gây sốt xuất huyết thường xuyên xuất hiện bởi ức chế miễn dịch. Nhân rộng cho virus Lassa là rất nhanh. Bước sao chép đầu tiên là sao chép các bản sao mRNA của hệ gen âm. Điều này đảm bảo cung cấp đầy đủ các protein virut cho các bước tiếp theo của nhân bản, vì các protein NP và L được dịch từ mRNA. Hệ gen dương tính hoặc cộng với cảm giác, sau đó tạo bản sao của virus RNA (vcRNA) bổ sung của chính nó. Các bản RNA là một khuôn mẫu để tạo ra con cháu có ý nghĩa tiêu cực, nhưng mRNA cũng được tổng hợp từ nó. Các mRNA tổng hợp từ vcRNA được dịch để làm cho các protein GP và Z. Sự kiểm soát thời gian này cho phép các protein đột biến được tạo ra cuối cùng, và vì thế, làm chậm sự nhận biết của hệ miễn dịch của vật chủ.
Các nghiên cứu nucleotide của bộ gen đã chỉ ra rằng Lassa có bốn dòng họ: ba loài ở Nigeria và thứ tư ở Guinea, Liberia và Sierra Leone. Các dòng ở Niger có vẻ như là tổ tiên của những người khác nhưng cần phải có thêm công việc để khẳng định điều này.

### Vòng đời
Chu kỳ sống của vi rút Lassa tương tự như các loại virut gây ra bởi Thế giới Cũ. Vi rút Lassa xâm nhập vào tế bào bởi cơ chế endocytosis qua trung gian thụ thể. Tuy nhiên, lối đi tế bào này vẫn chưa được biết, nhưng ít nhất sự xâm nhập của tế bào cũng nhạy cảm với sự cạn kiệt cholesterol. Đã có báo cáo rằng vi rút được giới hạn khi cạn kiệt cholesterol. Thụ thể được sử dụng để nhập tế bào là alpha-dystroglycan, một thụ thể bề mặt tế bào được bảo tồn và rất phổ biến đối với các protein ma trận ngoại bào. Dystroglycan, sau này được phân tách thành alpha-dystroglycan và beta-dystroglycan ban đầu được biểu hiện ở hầu hết các tế bào cho mô trưởng thành, và nó cung cấp liên kết phân tử giữa ECM và bộ khung tế bào dựa trên actin. Sau khi virút xâm nhập vào tế bào bởi sự phát triển endocytosis trung gian alpha-dystroglycan, môi trường có pH thấp kích hoạt sự kết hợp màng phụ thuộc pH và giải phóng phức hợp RNP (ribonucleoprotein virus) vào tế bào chất. Viral RNA được giải phóng, sao chép và quá trình sao chép bắt đầu trong cytoplasm. Khi quá trình sao chép bắt đầu, cả bộ gen S và L RNA tổng hợp các ARN kháng nguyên S và L, và từ RNA kháng nguyên, gen S và L RNA được tổng hợp. Cả bộ gen RNA và kháng nguyên đều cần cho việc sao chép và dịch. S RNA mã hóa các protein GP và NP (protein nucleocapsid), và RNA mã hóa các protein Z và L. L rất có thể đại diện cho RNA polymerase RNA phụ thuộc vào virus RNA. Khi tế bào bị nhiễm virut, L polymerase gắn với virut RNP và bắt đầu chuyển mã RNA gen. Vùng thúc đẩy virus 19nt đầu cuối 5 'và 3' của cả hai phân đoạn RNA là cần thiết để nhận biết và gắn kết của polymerase virus. Phép phiên mã chính lần đầu tiên chuyển mã các mRNA từ các gen S và L RNA, mã này cùng với mã NP và L protein. Việc chuyển mã kết thúc ở cấu trúc vòng gốc (SL) trong vùng gen trung gian. Arenaviruses sử dụng chiến lược chụp lấy nắp để thu được cấu trúc nắp từ các mRNA tế bào và nó được trung gian bởi hoạt động của endonuclease trong L polymerase và hoạt động gắn kết mũ của NP. RNA kháng nguyên ARN ức chế gen virus GPC và Z, mã hoá trong định hướng gen, từ các đoạn S và L tương ứng. RNA kháng nguyên cũng là khuôn mẫu để nhân rộng. Sau khi bản dịch của GPC, nó được sửa đổi sau chuyển đổi trong lưới nội chất. GPC được cắt thành GP1 và GP2 ở giai đoạn sau của con đường tiết. Đó là thông báo các tế bào protease SKI-1 / S1P chịu trách nhiệm cho sự phân cắt. Các glycoprotein đã được củng cố được kết hợp vào vỏ virion khi virus phát triển và phóng thích khỏi màng tế bào.

## Bệnh sinh học
Sốt Lassa nổi tiếng chủ yếu là do virus Lassa gây ra. Các triệu chứng bao gồm các bệnh giống như cúm có sốt, suy nhược chung, ho, đau họng, đau đầu, và biểu hiện đường tiêu hóa. Biểu hiện xuất huyết là những đặc điểm khác của sốt Lassa, bao gồm tính thấm qua mạch máu.
 Sinh bệnh học của virus Lassa vẫn còn chưa rõ ràng, nhưng nó đã chỉ ra rằng các mục tiêu chính của virus là tế bào biểu hiện kháng nguyên (chủ yếu là tế bào đuôi) và tế bào nội mô. Ngoài ra, người ta cũng báo cáo rằng virus Lassa ngăn chặn hoạt động của NP. Nói chung, khi một mầm bệnh xâm nhập vào máy chủ, hệ thống bảo vệ bẩm sinh nhận ra PAMPs (mô hình phân tử bệnh liên quan) và kích hoạt phản ứng miễn dịch. Một trong những cơ chế này phát hiện ARN kép mà chỉ được tổng hợp bởi các virus cảm giác tiêu cực. Trong tế bào chất, thụ thể dsRNA, như RIG-I (gen gây retinoic acid I) và MDA-5 (gen liên quan đến phân biệt u ác tính 5), phát hiện RNA kép và các đường dẫn tín hiệu dẫn đến chuyển vị của IRF-3 (interferon yếu tố quy định 3) và các yếu tố phiên mã khác cho hạt nhân. Các yếu tố phiên mã chuyển đổi kích hoạt biểu hiện của interferon α và β, và interferon tiết ra các phản ứng kháng virus bao gồm cả khả năng miễn dịch thích nghi. NP mã hóa trong virut Lassa là điều cần thiết trong nhân bản và sao chép virus nhưng nó cũng làm giảm phản ứng IFN bẩm sinh của cơ thể bằng cách ức chế chuyển vị của IRF-3. NP của virus Lassa được cho là có hoạt tính exonuclease chỉ cho các dsRNAs. hoạt động của exonuclease dsRNA của NP dẫn đến phản ứng IFN bằng cách tiêu hóa PAMP dẫn đến sự trốn tránh các đáp ứng miễn dịch của vật chủ.
 Khi xâm nhập vào được, virut Lassa lây nhiễm gần như mọi mô trong cơ thể người. Nó bắt đầu với niêm mạc, ruột, phổi và hệ tiết niệu, và sau đó tiến tới hệ thống mạch.